# Reseda battandieri
Reseda battandieri är en resedaväxtart som beskrevs av Pitard. Reseda battandieri ingår i släktet resedor, och familjen resedaväxter. Utöver nominatformen finns också underarten R. b. limicola.